# خانه‌ای با ساعتی درون دیوارهایش
خانه ای با ساعتی درون دیوارهایش (انگلیسی: The House with a Clock in Its Walls) فیلمی در ژانر کمدی ترسناک و فانتزی به کارگردانی الی راث است که از سوی یونیورسال استودیوز در ۲۱ سپتامبر ۲۰۱۸ منتشر شد. از بازیگران آن می‌توان به جک بلک، کیت بلانشت، کایل مک‌لاکلن، کالین کمپ و رنی الیس گولدزبری اشاره کرد.

## داستان
داستان این فیلم در مورد کودکی یتیم به نام «لوییس بارنوولت» است که به کمک دایی جادوگر خود می‌رود تا ساعتی که قدرت پایان بخشیدن به دنیا را دارد، را پیدا کنند …